# Ali Kuli Khan
Ali Kuli Khan, pakistanski general, * 1942.
Kuli Khan je bil načelnik Pakistanske kopenske vojske med 1997 in 1998.